# Reiss Nelson
Reiss Nelson, angleški nogometaš, * 10. december 1999.
Reiss Nelson je angleški nogometaš, ki trenutno igra za angleški klub Arsenal in je nekdanji reprezentant angleške nogometne reprezentance pod 21 let.